# Chiesa di San Giorgio (Ogbourne St George)
La chiesa di San Giorgio (in inglese Church of St. George) è la parrocchiale anglicana che si trova a Ogbourne St George, villaggio e parrocchia civile della contea del Wiltshire, nel Sud Ovest dell'Inghilterra. L'antico luogo di culto risale al XIII secolo, rientra nella diocesi di Salisbury ed è considerato dall'English Heritage un monumento di seconda categoria per il suo particolare interesse storico e architettonico.

## Storia

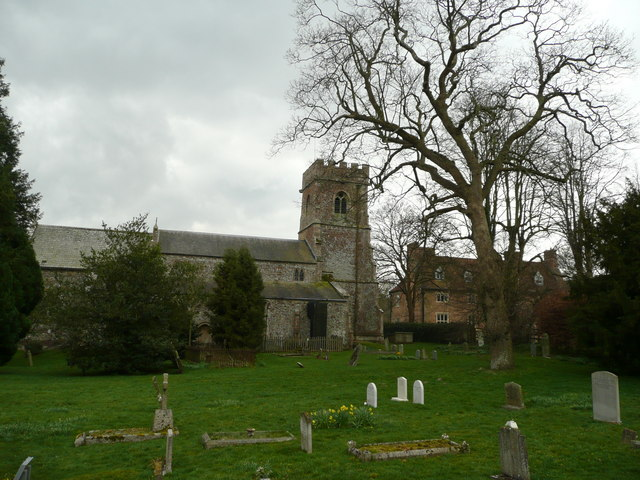
Chiesa di San Giorgio

La donazione della chiesa di San Giorgio di Ogbourne all'abbazia del Bec venne citata intorno al 1148. La chiesa fu espropriata intorno al 1190 dall'abbazia che si impegnò a fornire un cappellano per servire il curato. Nel 1208 con l'istituzione della prebenda di Ogbourne fu ordinato un vicariato e l'abate del Bec, in qualità di prebendario, era il patrono. Dal tempo di Edoardo I i prebendari avevano il diritto di giurisdizione arcidiaconale nella parrocchia. In qualità di custode del priorato di Ogbourne, la Corona fece donazioni al vicariato in cinque occasioni tra il 1326 e il 1401. L'avvocatura passò poi con le proprietà del priorato a John, duca di Bedford, e nel 1421 fu da lui concessa alla cappella di San Giorgio a Windsor. Nel 1549 e nel 1589 furono fatte donazioni al vicariato in virtù delle concessioni dell'avvocatura da parte del decano e dei canonici.
Nel 1291, il vicario riceveva un'entrata modesta rispetto a quella delle altre chiese prebendali di Salisbury. Nel 1535 tuttavia il valore netto del vicariato era superiore alla media del decanato di Marlborough. Piccole decime, non altrimenti definite, venivano pagate al vicario da tutta la parrocchia, eccetto il demanio del priore nel XIII secolo. Nel XV secolo le decime del vicario venivano descritte come tutte le decime tranne quelle sui grandi poderi e sul fieno, ma probabilmente egli riceveva allora, come nel XVII secolo, tutte le decime tranne quelle sul grano, sul fieno, sulla lana e sugli agnelli della fattoria demaniale. Nel 1650 la casa del vicariato era a due piani con tre stanze ciascuno. A metà del XVIII secolo era un edificio a tre campate con un'ala all'estremità occidentale. La casa che nel 1831 si diceva fosse adatta a essere abitata, nel 1870 fu descritta come un lungo edificio con il tetto di paglia. Nel 1884 fu costruita un'altra casa su un terreno più elevato, immediatamente a nord della vecchia, che fu demolita nel 1885. La nuova casa fu venduta intorno al 1976, quando un'altra fu costruita sul suo terreno.
Al priorato di Ogbourne era forse annessa una cappella dedicata a Tutti i Santi, menzionata nel XIII secolo, e la messa si celebrava una volta a settimana. Il vicario teneva in custodia un podere e le decime del fieno del priore. Nel 1589, un'ex cappella dedicata a Santa Sitha nelle vicinanze fu venduta dalla Corona. Una cappella nella chiesa parrocchiale, che nel XIV secolo era nota come cappella della Santissima Trinità o di San Giorgio, nel 1376 la Corona la donò alla cappella per diritto del priore di Ogbourne, la cui proprietà era allora di proprietà reale, e intorno al 1395 il priore la donò. La proprietà fu legata dal maniero di San Giorgio di Ogbourne al King's College di Cambridge, ma circa dopo il 1395 non ci fu più alcun sacerdote della cappella. La cappella potrebbe aver ricevuto ulteriori donazioni da Adam Greenfield e da un membro della famiglia Beke all'inizio del XVI secolo. Attorno alla metà del XVI secolo è menzionata come cappella di Adam Greenfield e anche cappella di San Giorgo o di Beke. Un'altra cappella, anch'essa di Adam Greenfield, potrebbe essere stata attribuita erroneamente alla parrocchia nello stesso periodo.
Dal XVII secolo talvolta venivano nominati curati assistenti, ma non vi sono prove di residenza prima del XIX secolo. La domenica del censimento del 1851, 40 persone parteciparono alla funzione al mattino e 30 al pomeriggio. La congregazione media era cresciuta, ma solo fino a raggiungere tra gli 80 e i 100 membri, nel 1864. C'erano allora 40 comunicandi. Due funzioni con sermoni si tenevano la domenica, e ce n'erano altre durante le festività e in Quaresima. La Santa Comunione veniva celebrata mensilmente e durante le festività.
La chiesa era stata dedicata a San Giorgio alla fine del XIII secolo. Le prime strutture della chiesa che ci è pervenuta sono le due campate orientali del porticato settentrionale e risalgono alla fine del XIII secolo. Probabilmente si aprivano in una breve navata o cappella. Nel XIV secolo furono apportate modifiche al presbiterio e poi all'intera chiesa nel XV secolo o all'inizio del XVI secolo. Al presbiterio furono aggiunti un portale per il celebrante e le cappelle, la navata centrale fu ristrutturata, fu costruito il lucernario e fu aggiunta la torre. Entrambe le navate laterali sembrano essere state ampiamente ricostruite, forse più ampie di prima, e i vecchi portali vennero stati ripristinati. La navata nord venne estesa verso ovest, con l'aggiunta di una campata al suo porticato e la costruzione del portico sud. Tra gli elementi decorativi di quel periodo figurano il fonte battesimale, la traversa della cappella nord e un'iscrizione in ottone dedicata a Thomas Goddard, precedentemente conservata in quella cappella. Nel XIX secolo i tetti sono stati restaurati e il presbiterio ricostruito, con il rinnovo di gran parte delle decorazioni. All'inizio del XVII secolo la chiesa era priva di quasi tutte le più importanti suppellettili liturgiche. Un calice e una patena vennero donate nel 1729, una ciotola per le elemosine con punzone nel 1857, e un calice e una patena nel 1910 sono conservati dalla parrocchia. I registri dei battesimi sono relativi agli anni dal 1639 e dal 1663 e quelli delle sepolture e dei matrimoni dal 1664. Ogbourne St George e Ogbourne St Andrew furono unite dal 1951 come beneficio comune.

## Descrizione
L'English Heritage ha inserito dal 27 febbraio 1958 la chiesa di San Giorgio a Ogbourne St George tra gli edifici storici come monumento classificato di seconda categoria col numero 1284521. Il luogo di culto risale al XIII secolo e rientra nella diocesi di Salisbury.

### Esterni

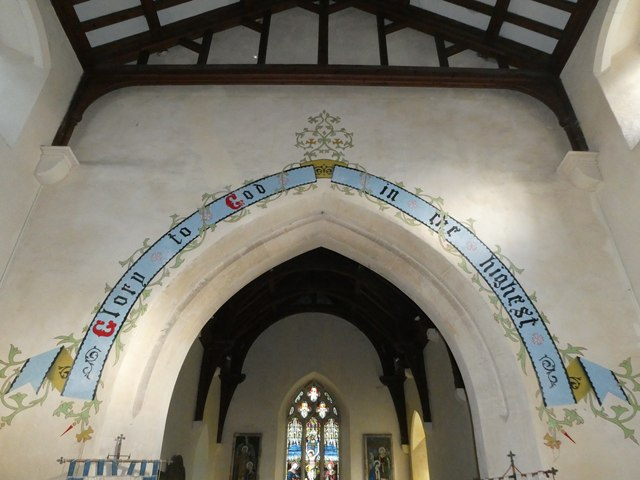
Interno

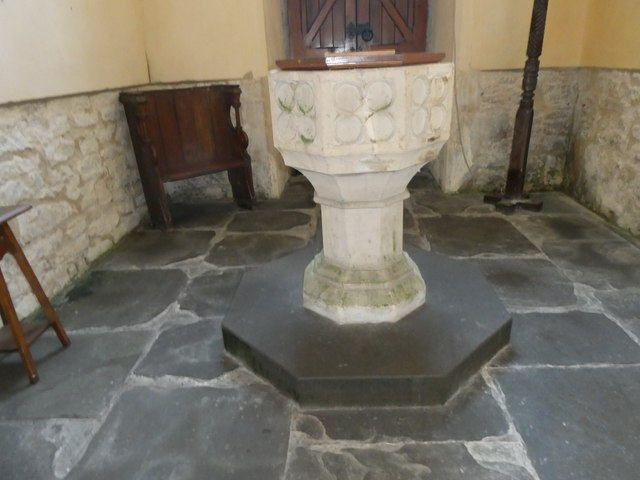
Fonte battesimale

Il luogo di culto si trova nella parte settentrionale dell'abitato di Ogbourne St George, villaggio e parrocchia civile  nel Sud Ovest dell'Inghilterra. La chiesa è costruita in pietra di Sarsen e pietrisco con rivestimenti in pietra arenaria. La struttura presenta una pianta con il presbiterio con cappelle a nord e a sud, la navata centrale e le navate laterali oltre al lucernario con portico a sud e la torre a ovest. Le due campate orientali del porticato settentrionale risalgono alla fine del XIII secolo e probabilmente si aprivano in una breve navata o cappella. La copertura dei tetti è in ardesia con piombo sulle navate laterali e sul portico. La chiesa è irrobustita da contrafforti paralleli. Sulla torre si trova la meridiana. Porta interna posteriore del XIII secolo con nicchia a sbalzo lavorata a uncinetto. La luce alla sala arriva da finestre a bifora pentalobate sul cleristorio della navata, e da trifore e quadrifore del XIV secolo a testa quadrata sulle navate laterali. Il presbiterio ha bifore e trifore con traforo reticolato. Torre si eleva su 3 piani con finestra a 3 luci sopra la porta e aperture della cella campanaria a 2 luci. Il parapetto superiore è merlato con doccioni. Nel 1553 c'erano quattro campane. Cinque nuove campane furono installate nel XVII secolo e sono ancora presenti nella chiesa.

### Interni
La sala è di grandi dimensioni. La navata è a 3 campate con archi a sesto acuto smussati su un porticato di colonne rotonde, quelli a nord con capitelli rotondi, quelli a sud scolpiti con varie forme di foglie di transizione, probabilmente rimaneggiati. La campata occidentale del porticato nord è stata aggiunta dopo la costruzione. La copertura del soffitto è a cinque campate e risale al XIX secolo, con travi a martello in legno dipinto del XIX secolo con capriate sostenute da pilastri e mensole. L'arco della torre del XV secolo è alto. All'interno si accede all'apertura per la scala a chiocciola a nord dove, il alto, c'è l'abbaino trilobato dalla navata sud. Nella parete ovest c'è una piccola nicchia. L'arco del presbiterio è semplicemente smussato. Sul lato sud del santuario vi è una doppia nicchia. Vi sono aperture verso la cappella della navata laterale a sud e verso la camera dell'organo, che precedentemente era la cappella della Santissima Trinità, fondata nel 1449, a nord, con mensola e acquasantiera. Il fonte battesimale, posto sulla base rialzata della torre, è del XV secolo. Ha forma ottagonale con pannelli quadrilobati. Il pulpito è di fine XIX secolo con pannelli a girasole, su base in pietra. La balaustra del presbiterio è del XIX secolo.
Nella navata si conservano vari monumenti, come tre lapidi murali del XIX secolo, in marmo bianco su ardesia. La navata nord presenta un monumento commemorativo in alabastro dedicato ai Caduti della prima guerra mondiale e una lapide in calcare del XX secolo. La lapide in marmo nella navata sud è dedicata a John Canning, morto nel 1841. Una targa in ottone è vicino al pulpito, con due figure in piedi con un pannello e iscrizione sottostante, dedicate a Thomas Goddard e moglie, morti nel 1607. Nel presbiterio si trova il pannello dipinto con stemmi reali del primo periodo vittoriano e lateralmente ali con dipinti dei Comandamenti, risalenti a XVIII secolo e ridipinti nel XIX secolo. L'arco del presbiterio, alcune delle sue murature e il porticato meridionale risalgono all'inizio del XIII secolo e indicano che all'epoca esisteva un edificio della lunghezza odierna.